# Angels in America: A Gay Fantasia on National Themes
Angels in America: A Gay Fantasia on National Themes es una obra teatral en dos partes del dramaturgo y guionista norteamericano Tony Kushner. Ha sido llevada a televisión en forma de miniserie de HBO y ha dado lugar también a una ópera de Peter Eötvös.

## Personajes
Es una obra escrita para ocho actores, cada uno de los cuales interpreta dos o más papeles. Esta duplicidad requiere, según indica el mismo guion publicado, que algunos actores interpreten a personajes del sexo contrario.
Hay nueve personajes principales:
- Prior Walter- un hombre gay con sida. A lo largo de la obra, experimenta varias visiones celestiales.
- Louis Ironson - el novio de Prior. Incapaz de convivir con la enfermedad de Prior, acaba por abandonarle.
- Harper Pitt- un ama de casa mormona neurótica con incesantes alucinaciones inducidas por el valium. Tras una revelación de Prior (a quién conoce cuando la visión celestial de este se cruza en el camino de la alucinación de ella) descubre que su marido es gay.
- Joe Pitt - el marido de Harper, un mormón gay que no lo exterioriza que trabaja para Roy Cohn. Joe acaba por abandonar a su mujer para tener una relación con Louis. A lo largo de la obra, lucha contra su identidad sexual.
- Roy Cohn - un poderoso abogado homosexual que no lo exterioriza. Finalmente se descubre que ha contraído el sida, aunque insiste en hacerlo pasar por un cáncer de hígado.
- Ethel Rosenberg - el fantasma de una mujer ejecutada por ser espía comunista. Visita a Roy, el hombre responsable de su ajusticiamiento.
- Hannah Pitt - la madre de Joe. Se traslada a Nueva York después de que su hijo emborrachado sale del clóset en una conversación telefónica con ella. Llega para descubrir que Joe ha abandonado a su mujer.
- Belize - Una antigua drag queen, exnovio de Prior y su mejor amigo.
- La Voz /Angel - Un mensajero que visita a Prior.

## Argumento
Ambientada en la Nueva York de mediado de los 80, el acto primero de "El Milenio se aproxima" nos presenta a los principales protagonistas. Comienza la obra con Louis Ironson, un judío homosexual neurótico, quien descubre que su amante, Prior Walter, tiene sida. Entretanto, en otra parte de Nueva York, a Joe Pitt, un homosexual dentro del armario, Mormón y miembro del Partido Republicano, le es ofrecido un ascenso a Washington por parte de su mentor, el poderosos abogado McCarthista Roy Cohn. Joe no quiere tomar de inmediato el empleo porque siente que tiene que cuidar de su mujer Harper, una agorafóbica adicta al Valium que se resiste a la mudanza. El poderoso Roy es también un homosexual en el armario y descubre que tiene sida. En estos momentos, Joe ignora la enfermedad de Roy.
A medida que esta pieza teatral de siete horas de duración avanza, Prior es visitado por fantasmas, y por un ángel; Joe, por su parte se encuentra a sí mismo luchando por reconciliar su religión y su identidad sexual; Louis lucha con su culpa por abandonar a Prior y comienza una relación con Joe; la enfermedad mental de Harper se agrava al reconocer que su marido Joe es gay; la madre de Joe, Hannah, se desplaza a Nueva York en un intento de cuidar de Harper y se encuentra con Prior después de un intento de Prior de enfrentarse con el hijo de Hannah; Harper empieza a separarse de Joe, de quien había llegado a ser extraordinariamente dependiente, y se encuentra a sí misma con una fortaleza interior que desconocía; y Roy se encuentra a sí mismo en el hospital, reducido a la compañía del fantasma de Ethel Rosenberg y de su enfermero, Belize, un antiguo drag queen y el mejor amigo de Prior, que mientras tanto ha tenido que estar informando a Louis de las evoluciones en la salud de Prior.
La subtrama que implica a Cohn es el aspecto más político de la obra. Durante su vida, el personaje de Cohn ha estado profundamente armarizado y vivido un profundo desprecio de su propia condición. Se enorgullecía de sus conexiones políticas y de su poder, que empleaba sin compasión y sin ética. En la obra, recuerda con orgullo su papel en hacer ejecutar a Ethel Rosenberg por traición. Al yacer a solas en el hospital, muriendo de sida, el fantasma de Rosenberg le canta una canción de cuna en Yidis y luego le trae la noticia que el Colegio de Abogados del Estado de Nueva York lo ha inhabilitado.
La obra concluye con una nota de optimismo. Prior sigue vivo y está consiguiendo convivir con el sida. Con sus amigos, observa al ángel en la fuente de Bethesa y habla de la leyenda de la fuente original, y de cómo un día volverá a fluir.
La obra es interpretada de manera que los momentos que requieren efectos especiales normalmente revelan su teatralidad. Muchos de los actores interpretan varios papeles. Hay numerosas referencias bíblicas y a la sociedad norteamericana, así como escenas fantásticas tales como un viaje a la Antártida, al Cielo, así como hechos clave que tienen lugar en San Francisco y en la Fuente de Bethesda de Central Park.

## Historia de la Producción
La primera parte, El milenio se aproxima, fue encargado y puesto en escena en mayo de 1990 por el Center Theatre Group en el Mark Taper Forum de Los Ángeles, como parte de un taller. Kushner desarrolló la obra con el Mark Taper Forum, con el cual el dramaturgo ha tenido una asociación de mucho tiempo.
La obra se estrenó mundialmente en mayo de 1991 en una producción interpretada por el Eureka Theatre Company de San Francisco, dirigido por David Esbjornson. Debutó en Londres en una producción del Royal National Theatre dirigida por Declan Donnellan en enero de 1992, la cual estuvo en cartelera por un año. Fue protagonizada por Henry Goodman, Nick Reding, Felicity Montagu, Marcus D'Amico y Sean Chapman.
La segunda parte, Perestroika, aún estaba siendo desarrollada mientras El milenio se aproxima estaba siendo actuada. Fue interpretada muchas veces como lectura dramatizada tanto por el Eureka Theatre (durante el estreno mundial de la primera parte), y el Mark Taper Forum (en mayo de 1992). Se estrenó mundialmente en noviembre de 1992 en una producción hecha por el Mark Taper Forum, dirigida por Oskar Eustis y Tony Taccone. Un año después, el 20 de noviembre de 1993, se estrenó en Londres en el National Theatre, dirigida nuevamente por Declan Donnellan, en el repertorio con una reposición de El milenio se aproxima.
La obra debutó en el Walter Kerr Theatre de Broadway en 1993, dirigida por George C. Wolfe, siendo montado El milenio se aproxima en mayo y Perestroika uniéndose al repertorio en noviembre. El reparto original incluyó a Ron Leibman, Stephen Spinella, Kathleen Chalfant, Marcia Gay Harden, Jeffrey Wright, Ellen McLaughlin, David Marshall Grant y Joe Mantello. Entre los reemplazos durante la puesta en escena estuvieron F. Murray Abraham (por Ron Leibman), Cherry Jones (por Ellen McLaughlin), Dan Futterman (por Joe Mantello),  Cynthia Nixon (por Marcia Gay Harden) y Jay Goede (por David Marshall Grant).  Ambas piezas, El milenio se aproxima y Perestroika, fueron galardonadas con el Premio Tony por Mejor Obra dos años consecutivos, en 1993 y 1994. Asimismo, ambas partes ganaron el Drama Desk Awards por Obra sobresaliente en años consecutivos.

## Puesta en Escena
El tono de la obra alterna continuamente entre la comedia, el humor negro y lo sobrenatural. Algunos efectos especiales pueden precisar de maquinaria especial (por ejemplo, el Ángel se supone que debe aparecer rompiendo el techo del teatro) pero Kishner insiste en el hecho de que dicha maquinaria debe ser visible para los espectadores. En las "Notas para el Director de Escena" nos dice "La obra sale beneficiada con un estilo de representación sin paredes, con un escenario mínimo y unos cambios de escena rápidos (¡nada de apagados!), empleando al elenco también como tramoyistas - lo que lo convierte en un evento orientado hacia los actores, como debería ser. Los momentos de magia [...] tienen que tener lugar completamente, como pedazos de maravillos ilusión teatral - eso significa que no pasa nada si se ven los cables, o que incluso es mejor que se vean..." Sin duda es un ejemplo de lo que Bertolt Brecht llamó Verfremdungseffekt, que se puede traducir como un "efecto de alienación" o "efecto de extrañamiento", cuyo objetivo es constantemente recordar a los espectadores que lo que están viendo no es el mundo real sino un artefacto creado de la nada.
Una de las muchas peculiaridades de "Ángeles en América" es que cada uno de los ocho actores principales tiene que representar además uno o más personajes secundarios: por ejemplo, el actor que interpreta al enfermero Emily también personifica al Ángel de América. Y en esta múltiple interpretación de papeles, se juega de manera deliberada con el género de cada personaje: el actor que interpreta a Hannah, la madre de Joe, también interpreta la parte del Rabino. Esto se ha denominado "Genderfuck" ("Jodienda de los Géneros"), y muestra la voluntad del autor es mostrar algo de luz sobre la arbitrariedad y la elasticidad de las nociones tradicionales de las categorías de géneros, que de este modo se demuestra que no son más que construcciones sociales.

## Adaptaciones

### Película
"Angels in America", la miniserie de HBO
En 2003, HBO Films realizó una versión serializada de la obra. Kushner adaptó el texto original para la pantalla y Mike Nichols la dirigió. HBO emitió la película en varios formatos: en segmentos de tres horas que corresponden a las dos partes -"El Milenio se Aproxima" y "Perestroika"-, así como en capítulos de una hora que más o menos se corresponden con un acto de cada una de estas obras. Los primeros tres capítulos fueron emitidos el 7 de diciembre, recibiendo un aplauso internacional, con los tres siguientes capítulos recibiendo a continuación el mismo trato. "Angels in America" fue la película para televisión más vista de 2003 y ganó tanto el Globo de Oro como el Emmy a la mejor miniserie. 
Kushner introdujo ciertos cambios para su obra (especialmente en la segunda parte, "Perestroika") para que pudiera funcionar en pantalla, pero la versión de la HBO es en líneas generales una réplica satisfactoriamente fiel de la obra original. El mismo Kushner ha dicho que supo desde el principio que Nichols era la persona adecuada para adaptarla cuando Nichols dijo de manera inmediata que deseaba que los actores deseados interpretaran múltiples papeles, tal y como había sido hecho en las represemtaciones teatrales. 
El elenco incluye a Al Pacino, Meryl Streep, Emma Thompson, Jeffrey Wright (que repite en el mismo papel que hizo en Broadway y que le llevó a ganar el premio Tony, Justin Kirk, Ben Shenkman, Patrick Wilson y Mary-Louise Parker.

### Opera
Angels in America - The Opera (Angels in america - La Opera) fue presentada mundialmente el 23 de noviembre de 2004 en el Théâtre du Châtelet de París, Francia. La opera estaba basada en las dos partes de la fantasía original de Angels in America, sin embargo se trabajó sobre el guion para lograr que las dos partes se condensen en un show de dos horas y medias. El compositor Peter Eötvös explica: "En esta versión opera, puse menor énfasis en la línea política que Kushner... prefiero enfocarla sobre las relaciones pasionales, sobre el alto suspenso dramático del maravilloso texto, sobre el estado permanentemente incierto de las visiones." La versión Alemana de la opera la siguió a mediados de 2005. A finales de 2005, PBS anuncia que pondrá al aire la presentación en vivo de la opera como parte de su ciclo Great performances (Grandes Interpretaciones). La opera hizo su debut en Estados Unidos en junio de 2006 en el Stanford Calderwood Pavilion de Boston, Massachusetts.

### Música
El texto del monólogo de Walter Prior de la quinta escena de Perestroika fue parte de la presentación de Michael Shaieb en el festival organizado en 2009 para celebrar la obra de Kurhner. El trabajo fue encargado por el coro Twin Cities Gay Men's.

## Premios y nominaciones
| El milenio se aproxima - 1990 Fondo del Centro John F. Kennedy para las Artes Escénicas para las Nuevas Obras Americanas - 1991 Premio a la Mejor del Área Crítica de Drama del Bay Arena - 1991 Premio Joseph Kesselring del Club Nacional de Artes - 1992 Premio Evening Standard por Mejor Obra - 1992 Premio del Círculo Crítico de Drama de Londres por Mejor Nueva Obra - 1993 Premio Drama Desk por Mejor Obra - 1993 Premio Círculo Crítico de Drama de Nueva York por Mejor Obra - 1993 Premio Pulitzer por Drama - 1993 Premio Tony por Mejor Obra | Perestroika - 1990 Fondo del Centro John F. Kennedy para las Artes Escénicas para las Nuevas Obras Americanas - 1992 Premio Círculo Crítico de Drama de Los Ángeles por Mejor Nueva Obra - 1994 Premio Drama Desk Award for Obra Destacada - 1994 Premio Tony por Mejor Obra |

La obra mereció la inclusión en el último punto de la controvencial lista de Harold Bloom de la que es considerada la más importante obra literaria, The Western Canon (1994).